# Lista de peixes do Território Britânico do Oceano Índico
Esta é uma lista de espécies de peixes marinhos encontrados no Território Britânico do Oceano Índico. Foi baseada na taxonomia usada no FishBase.

## Elasmobranchii
Lamniformes
Família Alopiidae
- Alopias vulpinus (Bonnaterre, 1788) Tubarão-raposa, Zorro

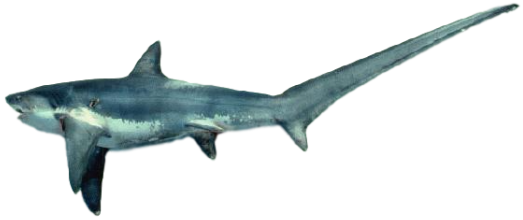
Tubarão-raposa (Alopias vulpinus)

## Actinopterygii
Perciformes
Família Caesionidae
- Caesio caerulaurea Lacepède, 1801 Fuzileiro-azul[3]
- Caesio lunaris Cuvier, 1830 Fuzileiro-lua[4]
- Caesio teres Seale, 1906 Fuzileiro-bonito[5]
- Caesio xanthonota Bleeker, 1853 Fuzileiro-barbatana-amarela[6]
- Pterocaesio chrysozona (Cuvier, 1830)
- Pterocaesio lativittata Carpenter, 1987
- Pterocaesio tile (Cuvier, 1830)

Família Pomacanthidae
- Centropyge bicolor (Bloch, 1787) Peixe-anjo-bicolor

Família Pomacentridae

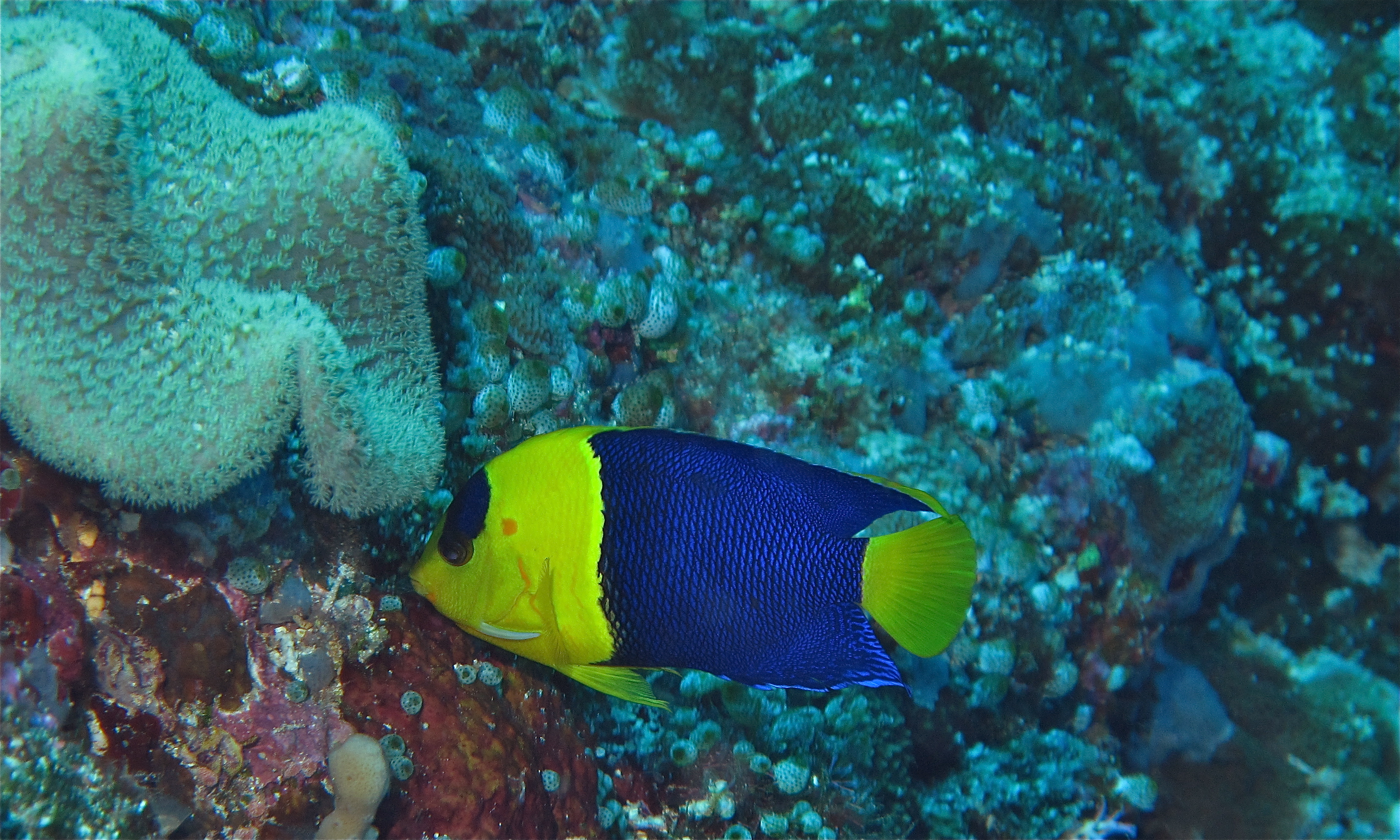
Peixe-anjo-bicolor (Centropyge bicolor)

- Amphiprion chagosensis Allen, 1972 Peixe-palhaço-de-ChagosPeixe-palhaço-de-Chagos (Amphiprion chagosensis)

Família Gempylidae

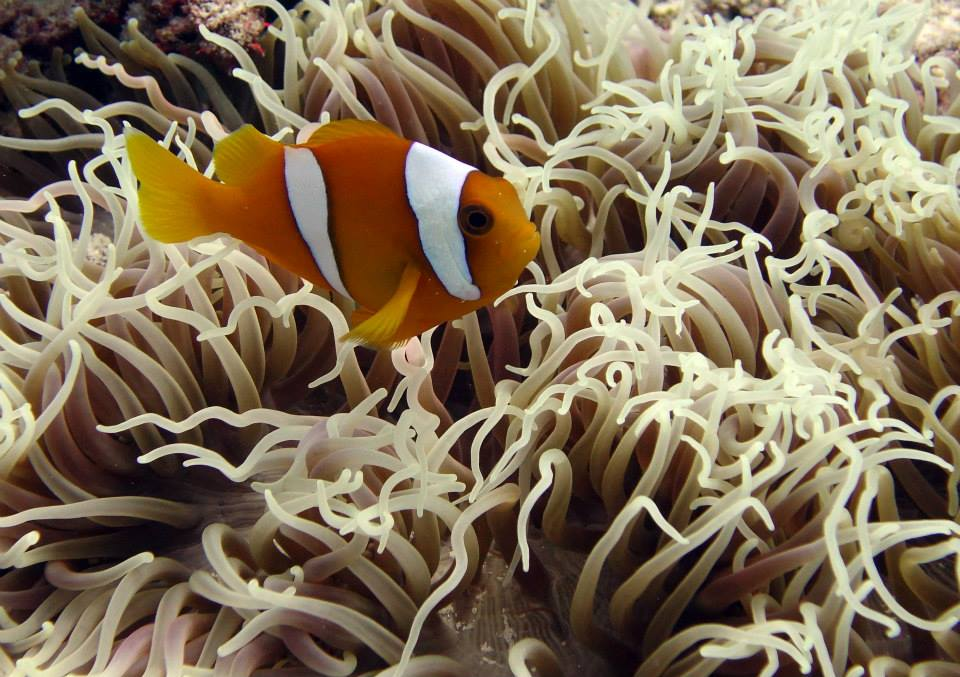
Peixe-palhaço-de-Chagos (Amphiprion chagosensis)

- Diplospinus multistriatus Maul, 1948

- Gempylus serpens Cuvier, 1829

- Lepidocybium flavobrunneum (Smith, 1843) Escolar-preto, Escolar-da-fundura

- Nealotus tripes Johnson, 1865 Peixe-coelho-de-natura

Família Chaetodontidae
- Heniochus monoceros Cuvier, 1831 Peixe-bandeira-mascarado, Peixe-borboleta-banner-amarelo

Família Scombridae
- Katsuwonus pelamis (Linnaeus, 1758) Bonito, Bonito-listrado, Gaiado, Atum-bonito, Atum-gaiado
- Thunnus albacares (Bonnaterre, 1788) Albacora, Albacora-da-lage, Albacora-cachorra, Atum-amarelo
- Thunnus obesus (Lowe, 1839) Patudo, Atum-patudo, Albacora, Albacora-cachorra, Atum, Atum-cachorro

Família Lethrinidae
- Lethrinus mahsena (Forsskål, 1775) Ladrão-masena[2]

- Lethrinus microdon Valenciennes, 1830 Ladrão-de-boca-doce[3]
- Lethrinus nebulosus (Forsskål, 1775) Ladrão-relâmpago[4]
- Lethrinus obsoletus (Forsskål, 1775) Ladrão-de-bandas[5]
- Lethrinus olivaceus Valenciennes, 1830
- Lethrinus rubrioperculatus Sato, 1978 Ladrão-maquilhado[6]
- Lethrinus xanthochilus Klunzinger, 1870 Ladrão-de-boca-amarela[7]
- Monotaxis grandoculis (Forsskål, 1775) Imperador-curvado[8]Imperador-curvado (Monotaxis grandoculis)

Família Lobotidae

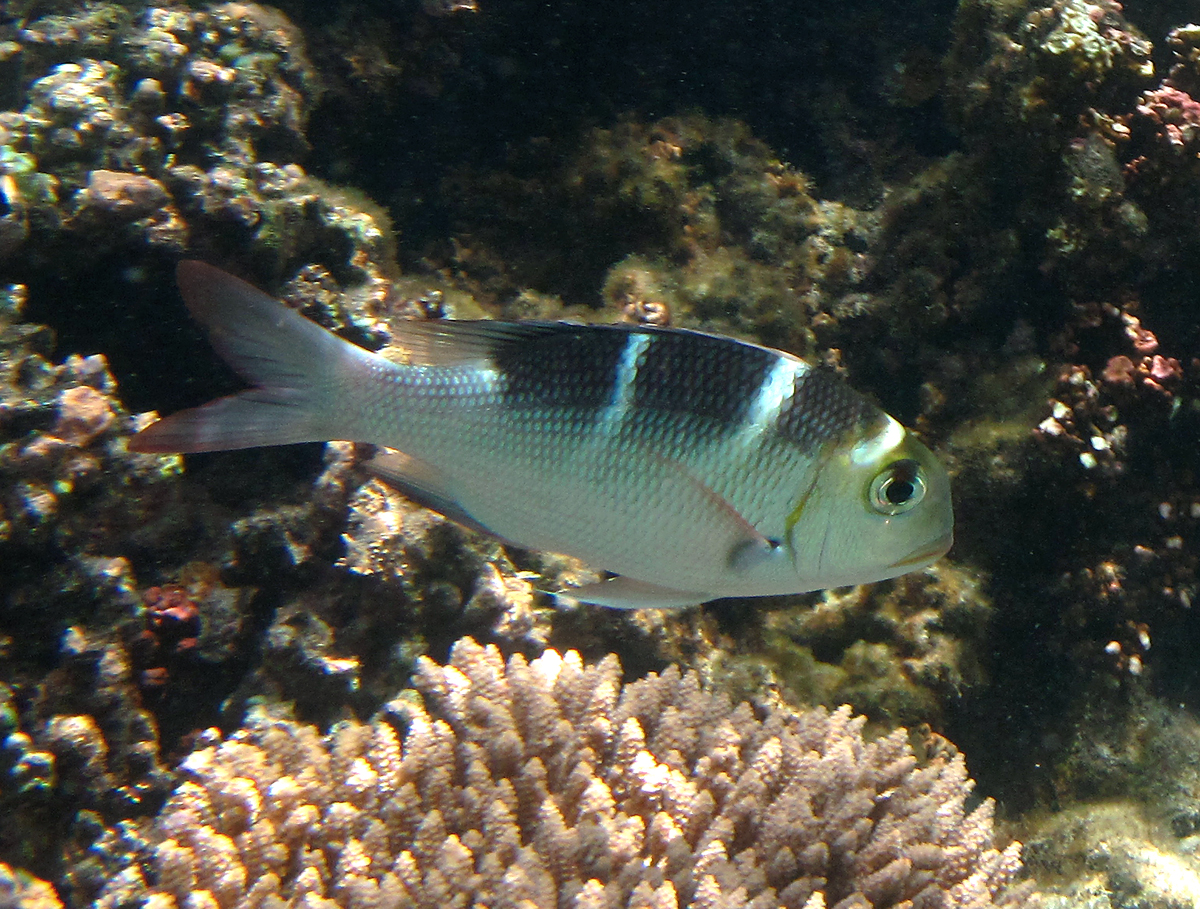
Imperador-curvado (Monotaxis grandoculis)

- Lobotes surinamensis (Bloch, 1790) Prejereba

Família Lutjanidae
- Lutjanus fulvus (Forster, 1801)
- Lutjanus gibbus (Forsskål, 1775) Caranha-jubarteCaranha-jubarte (Lutjanus gibbus)

Família Mullidae

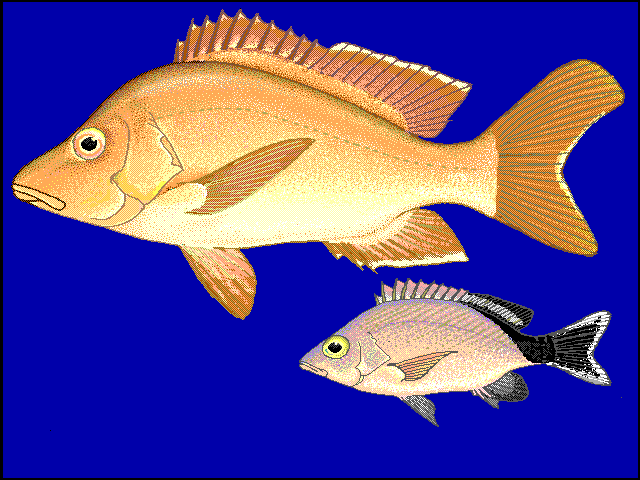
Caranha-jubarte (Lutjanus gibbus)

- Parupeneus barberinus (Lacepède, 1801)

Família Pseudochromidae
- Chlidichthys chagosensis Gill & Edwards, 2004

Família Nemipteridae
- Scolopsis frenata (Cuvier, 1830)

Família Siganidae
- Siganus argenteus (Quoy & Gaimard, 1825)
- Siganus corallinus (Valenciennes, 1835) Peixe-coelho-amarelo, Macua-amarela, Macua-de-pintas-azuis
- Siganus stellatus (Forsskål, 1775)

Família Trichiuridae
- Tentoriceps cristatus (Klunzinger, 1884) Peixe-fita-de-areia[9]